# Estádio Juca Ribeiro
Estádio Juca Ribeiro – stadion piłkarski, w Uberlândia, Minas Gerais, Brazylia, na którym swoje mecze rozgrywa klub Uberlândia Esporte Clube.